# Девіт III
Девіт III Співець — негус Ефіопії з Соломонової династії. Був сином Йясу I.

## Правління
За часів правління Девіта III сталось три важливих релігійних події. Першою стала смерть абуни Маркоса, після чого Девіт відрядив посольство до патріарха Олександрійського за новим кандидатом, ним став Крестодолос III, який приїхав за кілька років.
Друга подія сталась, коли три місіонери-капуцини прибули до Ефіопії без дозволу імператора. Їх схопили та засудили церковною радою, оголосили єретиками та разом із дитиною, яку вони супроводжували, побили камінням до смерті на горі Аббо, що на схід від Гондера.
Третьою подією став синод Ефіопської церкви під головуванням Девіта. На синоді відбувся христологічний диспут між ченцями Будинку Евостатевоса у Годжамі й монастиря Дебре-Лібанос. Імператор узяв бік Евостатіанців. Ченці Дебре-Лібанос намагались протестувати проти результатів синоду, але Девіт підіслав до них убивць з поганців-оромо.
Девіт також був відомий своїм опікуванням амхарськими народними піснями, збудувавши концертну залу у царській резиденції, де він мав змогу слухати менестрелів.
Невдовзі після синоду Девіт захворів та помер за дивних обставин. Його придворного аптекаря-мусульманина звинуватили в отруєнні імператора та стратили.